# Rolf-Dieter Heuer
Rolf-Dieter Heuer (Bad Boll, 24 maggio 1948) è un fisico tedesco.
Dal 2009 al 31 dicembre 2015 ha ricoperto la carica di Direttore Generale del CERN.

## Biografia
Heuer ha studiato fisica all'Università di Stoccarda. Ha conseguito il dottorato di ricerca nel 1977 presso l'Università di Heidelberg, sotto Joachim Heintze per il suo studio sui modi di decadimento neutri del primo stato eccitato ψ(3686) del mesone J/Psi.
I suoi studi post-dottorato includono l'esperimento sul rivelatore di particelle JADE all'anello di stoccaggio PETRA nel Centro di Ricerche DESY (Deutsches Elektronen-Synchrotron) di Amburgo e, dal 1984, l'esperimento OPAL al CERN, diventandone anche portavoce per molti anni.
 Dopo essergli stata offerta una cattedra di fisica sperimentale presso l'Università di Amburgo, Heuer è tornato al DESY nel 1998, dove nel 2004 è stato nominato Direttore di ricerca.
Nel dicembre 2007 il Consiglio delle Ricerche del CERN annunciò che Heuer sarebbe stato il Direttore Generale a partire dal 1º gennaio 2009, come successore di Robert Aymar.
Il 19 luglio 2011, Heuer ha ricevuto un laurea honoris causa dall'Università di Liverpool. Nel suo discorso ai laureandi ha parlato della necessità di portare la scienza nella cultura tradizionale.